# George Gardner (ishockeymålvakt)
George Edward Gardner, född 8 oktober 1942, död 6 november 2006, var en kanadensisk professionell ishockeymålvakt som tillbringade fem säsonger i den nordamerikanska ishockeyligan National Hockey League (NHL), där han spelade för ishockeyorganisationerna Detroit Red Wings och Vancouver Canucks. Han släppte in i genomsnitt 3,75 mål per match och höll aldrig nollan på 66 grundspelsmatcher. Han spelade även för Los Angeles Sharks och Vancouver Blazers i World Hockey Association (WHA) och på lägre nivåer för Pittsburgh Hornets och Rochester Americans i American Hockey League (AHL), Minneapolis Bruins, Memphis Wings och Fort Worth Wings i Central Professional Hockey League (CPHL)/Central Hockey League (CHL), Vancouver Canucks i Western Hockey League (WHL) och Niagara Falls Flyers i Ontario Hockey Association (OHA).
Den 6 november 2006 avled Gardner under en semester i Hollywood, Florida i USA.